# Bennie Maupin
Bennie Maupin (Detroit, 29 agosto 1940) è un clarinettista, flautista e sassofonista statunitense.
La notorietà di Maupin deriva principalmente dalla sua partecipazione ai gruppi di Herbie Hancock (il sestetto  Mwandishi e gli Headhunters) e per aver preso parte all'incisione dell'album di Miles Davis Bitches Brew, considerato uno dei primi,  album di fusion). Inoltre Maupin ha collaborato con molti altri importanti musicisti jazz, e tra questi si ricordano Horace Silver e Roy Haynes, oltre ad aver suonato in vari album dei Meat Beat Manifesto.  Dotato di uno stile di improvvisazione armonicamente molto ardito e out Maupin ha tuttavia un senso della melodia abbastanza diverso da quello di altri musicisti con tratti stilistici simili (ad esempio Eric Dolphy). Come compositore, crea brevi melodie e canzoni che servono come punto di partenza per vaste costruzioni improvvisative.
Al momento Bennie Maupin, alla guida di un progetto musicale che porta il suo nome (The Bennie Maupin Ensemble), frequenta uno stile jazzistico più classico, basato sulla grande tradizione dei gruppi sassofono-basso-batteria. Il progetto è nato dalla collaborazione con il batterista Michael Stephans ed il bassista Darek Oles, ai quali si è aggiunto nel 2003 il percussionista Munyungo Jackson.
Il suo ultimo album, Penumbra, è dedicato alla memoria del jazzista Lyle "Spud" Murphy.

## Discografia

### Come Leader
- 1974: The Jewel in the Lotus
- 1977: Slow Traffic to the Right
- 1978: Moonscapes
- 1998: Driving While Black on Intuition with Patrick Gleeson
- 2004: Like a Dream with Adam Benjamin, Mark Ferber, Larry Koonse, Chuck Manning, Brad Mehldau, Darek Oles, Nate Wood
- 2006: Penumbra with Munyungo Jackson, Darek Oles, Michael Stephans
- 2008: Early Reflections

### Come Sideman
- Lee Morgan: "Caramba!", "Taru","Live At The Lighthouse"
- Miles Davis:  "Bitches Brew", "A Tribute To Jack Johnson", "Big Fun", "On The Corner"
- Herbie Hancock:  "Mwandishi", "Crossings", "Sextant", "Dis Is Da Drum"
- Herbie Hancock e gli Headhunters: "Head Hunters", Thrust, "Man-Child", "Secrets", "V.S.O.P.", "Sunlight"
- Eddie Henderson:  "Inside Out", "Equinox"
- McCoy Tyner: "Together", "Tender Moments"
- Marion Brown: "Juba Lee"
- Mike Clark: "Actual Proof"
- Headhunters: "Survival of the Fittest"